# Giardino Pacini
Il giardino Pacini è uno dei due giardini più antichi della città e uno dei quattro parchi principali di Catania. È dedicato al compositore operistico nato a Catania nel 1796 Giovanni Pacini. Sorge sotto gli archi della Marina (sul cui viadotto passa il binario della ferrovia), nei pressi del porto e dell'antica porta Uzeda. 
È sempre accessibile durante il giorno e presenta un'area giochi per bambini.
Il giardino è soprannominato dai catanesi più anziani Villa 'ê varagghi ("Villa degli sbadigli") in quanto, un tempo, meta di persone avanti in età che vi si recavano per rilassarsi e "sbadigliare".. 

## Storia

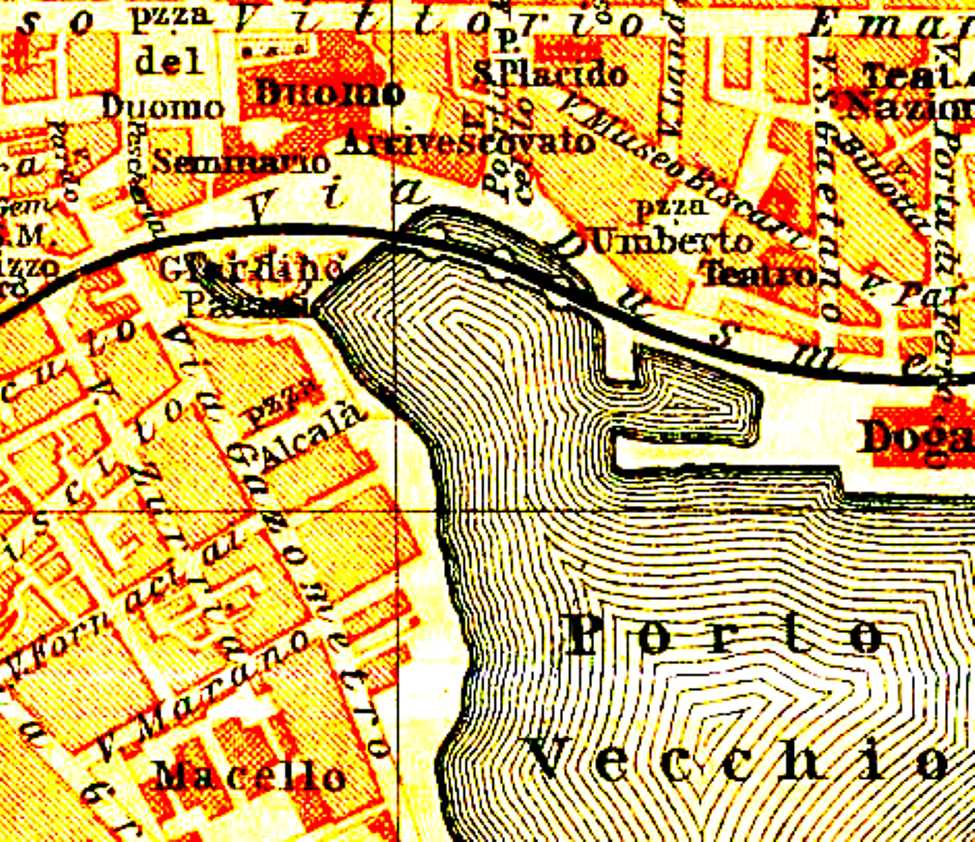
Il giardino Pacini che costeggia il mare, nel 1905

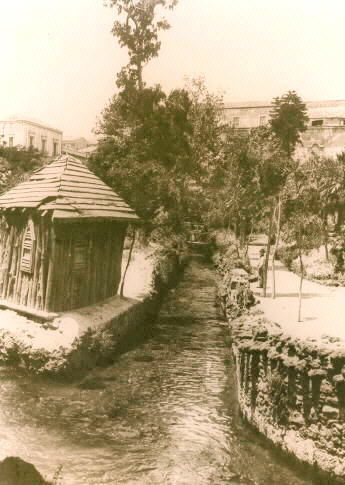
Sbocco a mare dell'Amenano, all'interno del giardino Pacini

La sua nascita risale ai primi tempi dell'Unità d'Italia quando venne riordinata l'area adiacente alle mura e la porta Uzeda nell'area interessata dalla foce del fiume Amenano ove le lavandaie catanesi lavavano i panni; venne realizzata una villetta con passeggiata a mare e riordinato il lavatoio, di cui oggi restano alcune tracce visibili di fronte alla pescheria.

Nel 1866 iniziarono i lavori di costruzione della ferrovia per Siracusa con la costruzione dei contestati Archi della Marina, il lungo viadotto che sottrasse parecchio spazio al giardino e cancellò la passeggiata a mare
.
Nel 1879 la villetta ebbe finalmente un nome: quello del musicista e compositore catanese Giovanni Pacini, scomparso poco più di un decennio prima, il cui busto in marmo bianco venne posto su di un piedistallo all'ingresso. L'opera era dello scultore Giovanni Duprè.
All'inizio degli anni trenta allo scopo di potenziare il Porto di Catania venne interrato il vecchio porto saraceno e canalizzata la foce del fiume Amenano realizzando il nuovo grande molo Crispi. Con tale operazione la villetta perse la sua "ariosità" trovandosi incassata tra il viadotto della ferrovia e le recinzioni del porto.
Un'ulteriore mutilazione si ebbe nel dopoguerra quando venne realizzato il mercato ortofrutticolo tagliando un'ampia sezione di alberi e realizzandovi la cosiddetta Piazza Alcalà (più recentemente rinominata piazza Borsellino) e intorno agli anni sessanta quando venne raddoppiato il binario della ferrovia raddoppiando quindi l'area occupata dalle arcate del viadotto.

### Riferimenti
1. ↑   VILLA PACINI | Luogo FAI, su fondoambiente.it, Fondo Ambiente Italiano. URL consultato il 21 maggio 2023.
2. ↑   Simona Russo, Per tutti è "Villa degli sbadigli": il giardino di Catania da cui si vede il fiume fantasma, su Balarm.it, 19 maggio 2021. URL consultato il 21 maggio 2023.